# Wojno
Wojno – polski herb szlachecki.

## Opis herbu
Opis z wykorzystaniem zasad blazonowania, zaproponowanych przez Alfreda Znamierowskiego:
W polu czerwonym podkowa srebrna przeszyta takąż strzałą w skos.
Klejnot – trzy pióra strusie.
W wieku XVI, z którego pochodzą pierwsze wzmianki o herbie, nie znano jego barw ani klejnotu. Rekonstrukcja tych elementów pochodzi od Tadeusza Gajla, który posiłkował się Uzupełnieniami do Księgi Herbowej Rodów Polskich.

## Najwcześniejsze wzmianki
Pieczęć M. Wojno z 1581 roku.

## Herbowni
Herb ten był herbem własnym, więc przysługiwał tylko jednemu rodowi herbownych:
Wojno (Woyno).